# Lynx lynx dinniki
La lince del Caucaso (Lynx lynx dinniki) è una sottospecie della lince eurasiatica, endemica delle steppe del Caucaso. 

## Distribuzione
È diffusa nel Caucaso, in Iran, in Turchia e nella Russia europea. 
La popolazione dell'Iran potrebbe presto diventare vulnerabile.